# برينو (لاعب كرة قدم مواليد 2003)
برينو كاسكاردو ليموس (بالبرتغالية: Breno Cascardo Lemos‏) هو لاعب كرة قدم برازيلي في مركز الوسط، ولد في 15 سبتمبر 2003 في البرازيل يلعب في نادي شباب الأهلي الإماراتي.

## وصلات خارجية
- برينو (لاعب كرة قدم مواليد 2003) على موقع قاعدة بيانات كرة القدم.إي يو (الإنجليزية)
- برينو (لاعب كرة قدم مواليد 2003) على موقع Soccerway.com (الإنجليزية)